# Distrikt Ripán
Der Distrikt Ripán liegt in der Provinz Dos de Mayo in der Region Huánuco in Westzentral-Peru. Der Distrikt wurde am 31. Dezember 1958 gegründet. Er hat eine Fläche von 76,2 km². Beim Zensus 2017 wurden 5581 Einwohner gezählt. Im Jahr 1993 lag die Einwohnerzahl bei 5401, im Jahr 2007 bei 6330. Verwaltungssitz des Distriktes ist die 3204 m hoch gelegene Kleinstadt Ripán mit 2861 Einwohnern (Stand 2017). Ripán befindet sich am Río Vizcarra auf der gegenüberliegenden Flussseite der Provinzhauptstadt La Unión.

## Geographische Lage
Der Distrikt Ripán liegt östlich der peruanischen Westkordillere im Westen der Provinz Dos de Mayo. Der Río Vizcarra fließt entlang der südlichen und südöstlichen Distriktgrenze, anfangs in östlicher, später in nördlicher Richtung, und entwässert das Areal.
Der Distrikt Ripán grenzt im Westen an den Distrikt Huallanca (Provinz Bolognesi), im Nordwesten und im Norden an den Distrikt Pachas, im Nordosten an den Distrikt Shunqui, im zentralen Osten an den Distrikt Sillapata sowie im Südosten und im Süden an den Distrikt La Unión.

## Ortschaften
Im Distrikt gibt es neben dem Hauptort folgende größere Ortschaften:
- Cochabamba (424 Einwohner)
- Huaricashash
- Pampa Esperanza
- Racuay